# Garabato (gancho)
Garabato es un instrumento en forma de gancho utilizado por diversos artesanos: 
- En manufactura de lana, significa un pequeño instrumento de hierro de dos o tres pulgadas de largo en forma de arco, teniendo en cada extremo una punta retorcida hacia adentro.
- Los garabatos sirven a los tundidores de paños para sujetar a los tejidos, asidos por las orillas sobre el tundidero y al mismo tiempo tenerlos lisos y extendidos a fin de tundir con mayor facilidad.
- Es un pequeño instrumento de hierro de tres o cuatro pulgadas de largo, retorcido y puntiagudo por una parte con una punta de madera por la otra, de que se sirven los pasamaneros, en muchas de sus labores.
- Los Doradores de metal se sirven igualmente de un garabato cuando quieren dorar. Es de hierro muy retorcido, con un botón también de hierro por una punta y un mango de madera en la otra. Con este instrumento revuelven el oro y el azogue, cuando se han puesto en el crisol para amalgamarlos.
- Habitualmente en las cocinas de antaño, las cuales obviamente no contaban con refrigeradores por no existir aún, se colgaba de una parte alta y fresca un gancho conocido como garabato, del cual pendían chorizos y embutidos para que estuvieran frescos y ventilados. De ahí proviene el dicho "un ojo al gato y otro al garabato" para evitar que este se los engullera.
- Su uso es común, junto al machete, en los montuvios de Ecuador.